# Chuck Austen
Chuck Austen é um roteirista e artista de quadrinhos e escritor e produtor de televisão. Um de seus trabalhos mais conhecidos foi na revista Uncanny X-Men.
Outros trabalhos como escritor são as revistas Capitão América, Vingadores e Action Comics. Como desenhista, colaborou na série Miracleman, escrita por Alan Moore e, pela Marvel, na série mensal Elektra, escrita por Brian Michael Bendis.
Na TV, trabalhou na produção da animação Steven Universe, e na nova série animada She-Ra and the Princesses of Power.